# Eusterinx subdola
Eusterinx subdola är en stekelart som beskrevs av Förster 1871. Eusterinx subdola ingår i släktet Eusterinx och familjen brokparasitsteklar. Arten är reproducerande i Sverige. Inga underarter finns listade i Catalogue of Life.